# Sjöbergska magasinet

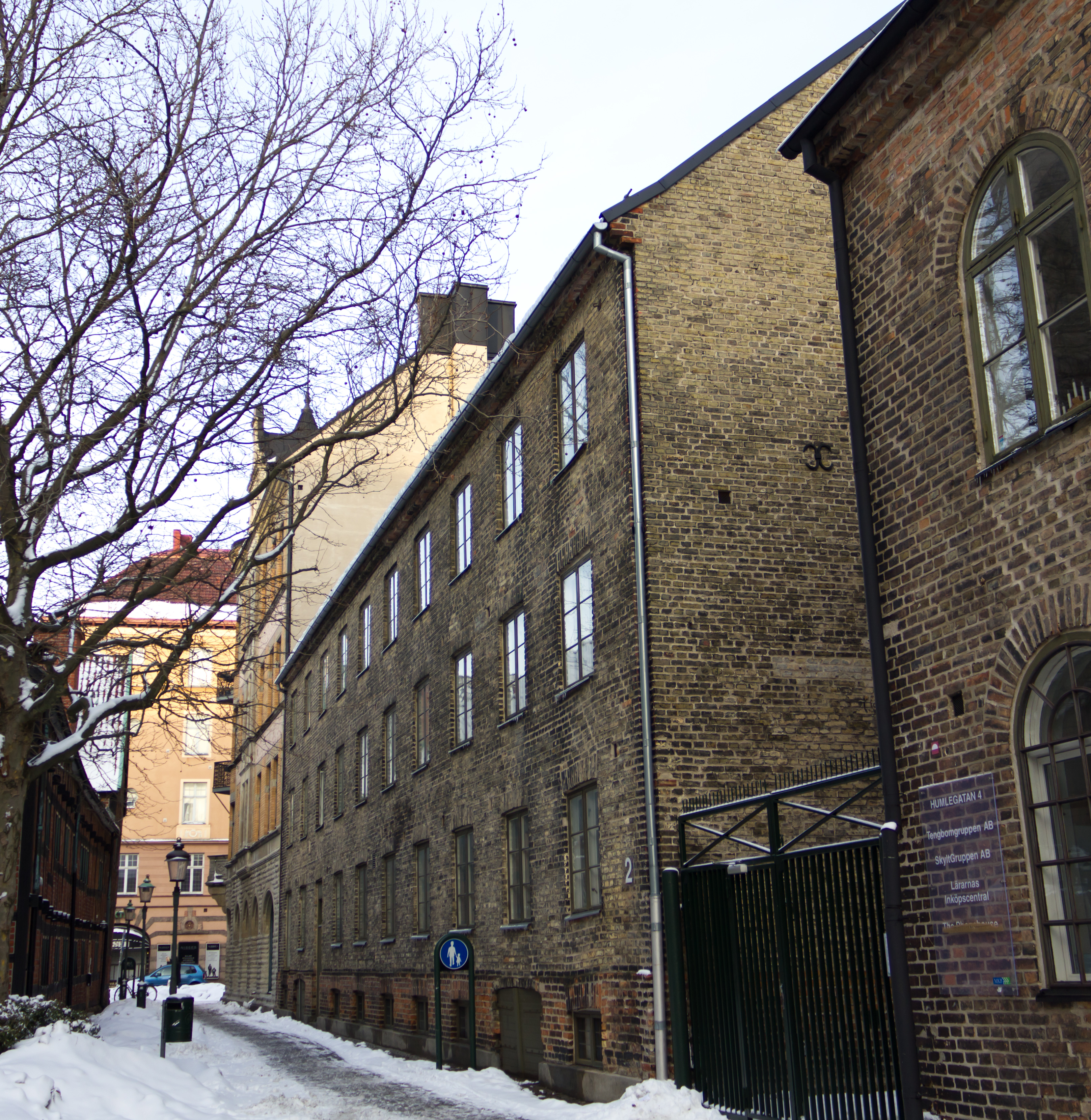
Sjöbergska magasinet

Sjöbergska magasinet är Malmö Rullgardinsfabriks gamla hus och är en bevarad magasinbyggnad på Humlegatan i Malmö. Ena delen av huset är numera bostäder, dels med utsikt mot det närliggande korsvirkeshuset Diedenska huset och dels mot byggnadskomplexet Caroli City. Av en händelse räddades huset när Carolikvarteren i övrigt till största del revs i början av 1970-talet. Huset byggdes i början av 1860-talet.
De omfattande rivningarna av äldre bebyggelse i kvarteren som magasinet ligger i och bredvid – Malmös äldsta[källa behövs] – har påverkat miljön runt huset. Både Sjöbergska magasinet och Diedenska huset skiljer sig därför mycket från den omgivande bebyggelsen.